# Bel Canto (film)
Bel Canto is een Amerikaanse film uit 2018 van regisseur Paul Weitz, gebaseerd op de gelijknamige roman uit 2001 van Ann Patchett.

## Plot
Een optreden van de beroemde operazangeres Roxane Coss draait uit op een gijzeling. De terroristen willen de aanwezigen uitruilen tegen de president van een Zuid-Amerikaans land. De vrouwelijke gijzelaars worden vrijgelaten maar de gijzelnemers zien er voordeel in de zangeres gegijzeld te houden.

## Rolverdeling
- Julianne Moore als Roxane Coss (Renée Fleming vertolkt haar stem in de gezongen scenes)
- Ken Watanabe als Katsumi Hosokawa
- Sebastian Koch als Joachim Messner
- Christopher Lambert als Simon Thibault
- Ryo Kase als Gen Watanabe
- Tenoch Huerta als Comandante Benjamin
- María Mercedes Coroy als Carmen
- Olek Krupa als Fyorodov
- Melissa Navia als Esmeralda
- Elsa Zylberstein als Edith Thibault
- J. Eddie Martinez als Ruben
- Bobby Daniel Rodriguez als Father Arguedas
- Nico Bustamante als Rubens zoon Marco
- Jay Santiago als Monsignor Rolland